# Iman (voornaam)
Iman of Eman is een voornaam die zowel aan jongens als aan meisjes wordt gegeven, maar voor meisjes komt ook de vorm Imane voor. In het Arabisch betekent ze geloof of vertrouwen in God. Als jongensnaam kan het ook een afkorting zijn van Emanuel, een Hebreeuwse voornaam die God [is] met ons betekent.

## Bekende naamdragers
- Iman Abdulmajid, Brits topmodel en cosmetica-ondernemer
- Imane Merga, Ethiopisch langeafstandsloper